# Cadre-47/1-Europameisterschaft 1979

Logo CEB (ausrichtender Verband)

Veranstaltungsort: Aix-les-Bains

Die Cadre-47/1-Europameisterschaft 1979 war das 20. Turnier in dieser Disziplin des Karambolagebillards und fand vom 1. bis zum 4. März 1979 in Aix-les-Bains, im französischen Département Savoie, statt. Die Meisterschaft zählte zur Saison 1977/1978. Es war die sechste Cadre-47/1-Europameisterschaft in Frankreich.

## Geschichte
Diese Europameisterschaft wurde in den letzten zwei Partien des Turniers entschieden. Es spielten Francis Connesson gegen Ludo Dielis und Klaus Hose gegen Christ van der Smissen. Als Dielis gegen Connesson in der siebten Aufnahme mit 300:281 gewonnen hatte, lief am Nebentisch noch die zweite Partie. Durch das Ergebnis von Dielis musste Hose die Partie mit acht oder weniger Aufnahmen gewinnen. Bei seinem Sieg waren es aber zehn Aufnahmen und der Titel ging nach Belgien.

## Turniermodus
Es wurde im Round Robin System bis 300 Punkte gespielt. Bei MP-Gleichstand wird in folgender Reihenfolge gewertet:
1. MP = Matchpunkte
2. GD = Generaldurchschnitt
3. HS = Höchstserie

## Abschlusstabelle
| MP    | Match Points (Sieger = 2; Unentschieden = 1; Verlierer = 0) |
| Pkte. | Erzielte Karambolagen                                       |
| Aufn. | Benötigte Versuche                                          |
| GD    | Generaldurchschnitt                                         |
| BED   | Bester Einzeldurchschnitt eines Spielers                    |
| HS    | Höchstserie                                                 |
|       | Bester GD des Turniers                                      |
|       | Bester ED des Turniers                                      |
|       | Beste HS des Turniers                                       |
|       | 1. Platz (Gold)                                             |
|       | 2. Platz (Silber)                                           |
|       | 3. Platz (Bronze)                                           |

| Platz                      | Name                   | MP   | Pkte. | Aufn. | GD    | BED   | HS  |
| -------------------------- | ---------------------- | ---- | ----- | ----- | ----- | ----- | --- |
| 1                          | Ludo Dielis            | 12:2 | 1950  | 67    | 29,10 | 42,85 | 125 |
| 2                          | Klaus Hose             | 12:2 | 2056  | 72    | 28,55 | 50,00 | 154 |
| 3                          | Christ van der Smissen | 12:2 | 1997  | 83    | 24,06 | 60,00 | 140 |
| 4                          | Francis Connesson      | 8:6  | 1876  | 72    | 26,05 | 33,33 | 154 |
| 5                          | Johann Scherz          | 6:8  | 1472  | 91    | 16,17 | 23,07 | 94  |
| 6                          | Willy Steures          | 4:10 | 1512  | 87    | 17,37 | 21,42 | 104 |
| 7                          | Paul Couespel          | 2:12 | 1459  | 93    | 15,68 | 23,07 | 125 |
| 8                          | Ramon Aguilera         | 0:14 | 1199  | 103   | 11,64 | –     | 100 |
| Turnierdurchschnitt: 20,24 |                        |      |       |       |       |       |     |